# Barłożnia Gościeszyńska
Barłożnia Gościeszyńska – wieś w Polsce położona w województwie wielkopolskim, w powiecie wolsztyńskim, w gminie Wolsztyn.

## Historia
Miejscowość pierwotnie związana była z Wielkopolską. Ma metrykę średniowieczną i istnieje co najmniej od początku XVI wieku. Wymieniona pierwszy raz w łacińskim dokumencie z 1513 jako Barloszna, 1563 Barlozna albo Wesbina, 1750 Barlozna. Nazwa Barłożna stosowana była wspólnie na kilka osad w tym leśniczówkę Barłożna oraz osady Barłożna Wolsztyńska i Barłożna Gościeszyńska.
W XVI wieku miejscowość leżała w powiecie kościańskim Korony Królestwa Polskiego.
W 1513 Jan Tłocki pozwał Annę Siekowską o to, że rozkazała wszystkim kmieciom z Głodna jechać do lasu Barłożna, położonego we wsi Rzeszotarzewo, wyciąć drzewa oraz zawieźć je do Głodna, czyniąc szkód na łączną sumę 40 grzywien czemu pozwana zaprzeczyła. W 1563 zawarta została ugoda sądowa pomiędzy Jakubem Iłowieckim z synami, jako właścicielami Nowego Młyna, a właścicielami Starego Młyna Stanisławem, Bernardem, Gabrielem, Baltazarem oraz Janem Tłockim. Dotyczyła ona lokalnej gospodarki wodnej oraz przekierowywania lokalnych rzek zasilajacych te młyny. Struga zwana Barłożna albo Wesbina, która wpadała pierwotnym łożyskiem do stawu kierując się ku Staremu Młynowi została zastawiona przez groblę, a Iłowieccy powyżej tego młyna wykopali wielki rów kierując ją do rzeki Dojcy wprost na koła Nowego Młyna. Sąd orzekł, że Iłowieckim nie wolno tamować spływu wody tym rowem, chyba żeby chcieli puścić strugę starym łożyskiem.
W wyniku II rozbioru Rzeczypospolitej w 1793, miejscowość przeszła w posiadanie Prus i jak cała Wielkopolska znalazła się w zaborze pruskim. W okresie Wielkiego Księstwa Poznańskiego (1815-1848) miejscowość wzmiankowana jako Barłożne należała do wsi mniejszych w ówczesnym powiecie babimojskim rejencji poznańskiej. Barłożne należały do wolsztyńskiego okręgu policyjnego tego powiatu i stanowiły część majątku Gościeszyn, który należał do Macieja Mielżyńskiego. Według spisu urzędowego z 1837 roku Barłożne liczyły 63 mieszkańców, którzy zamieszkiwali 10 dymów (domostw).
W latach 1975–1998 miejscowość administracyjnie należała do województwa zielonogórskiego.